# Méreau
 Méreau  es una población y comuna francesa, situada en la región de  Centro, departamento de Cher, en el distrito de Vierzon y cantón de Lury-sur-Arnon.

## Demografía
| 857 | 979 | 1352 | 1756 | 2020 | 2074 |
| Para los censos de 1962 a 1999 la población legal corresponde a la población sin duplicidades (Fuente: INSEE [Consultar]) |     |      |      |      |      |